# Марго ван Геффен
Марго ван Геффен (нід. Margot van Geffen, 23 листопада 1989) — нідерландська хокеїстка на траві, олімпійська чемпіонка, чемпіонка світу, медалістка чемпіонатів Європи.

## Виступи на Олімпіадах
| Олімпіада           | Дисципліна     | Місце |
| ------------------- | -------------- | ----- |
| Лондон 2012         | хокей на траві | 1     |
| Ріо-де-Жанейро 2016 | хокей на траві | 2     |